# عبد الحميد ريغي
عبد الحميد ريغي (عبدالحمید ریگی) (بالإنجليزية Abdul-hamid Rigi أو Abdulhamid Rigi) (1979 - 24 مايو 2010) هو الشقيق الأكبر لزعيم جماعة جند الله ، عبد الملك ريغي. الذي أعدمته السلطات الإيرانية ، ومثل أخيه، كان أيضًا عضوًا في الجماعة السنية الإسلامية المسلحة.
وقد أعدم شنقًا في السجن في 24 مايو 2010.

## الاعتقال
ألقي القبض على ريغي من قبل القوات الباكستانية ونقل إلى المسؤولين الإيرانيين في عام 2008 مع 13 مسلحًا. وحوكم طبقًا للنظام القضائي الإيراني، وأدين بالعضوية في «جماعة إرهابية» (جند الله) والتمرد والتهريب والمشاركة في قصف وقتل المدنيين والشرطة، بما في ذلك الحرس الثوري، فضلاً عن كونه محاربًا (الحرابة). وحكم عليه بعقوبة الإعدام.

### الملومية
في يونيو 2009، اعترف خلال مقابلة مع قناة برس تي في بقتل زوجته وشقيقها. وأدان أيضًا أعمال شقيقه. وادعى أن هناك شراكة سرية بين جماعة جند الله ووكالة المخابرات المركزية (CIA).

## حكم الإعدام
كان من المفترض إعدام ريغي في عام 2009 مع الآخرين، ولكن تم تنفيذ حكم إعدامه بمفرده في 24 مايو 2010 شنقًا في سجن زاهدان أما أقارب ضحاياه.
بعد تنفيذ حكم الإعدام، أجريت مقابلات مع والدي زوجته. قالوا إن ريغي كان «مجرمًا وحشيًا». وطلبوا أيضًا تعاون باكستان لإعادة أبنائه إلى إيران.

## وصلات خارجية
- Did The U.S. Have Contact with Terror Group That Attacked Iran?